# Aston Martin Vanquish Zagato
Aston Martin Vanquish Zagato – samochód sportowy klasy wyższej produkowany pod brytyjską marką Aston Martin w latach 2016–2018.

## Historia i opis modelu

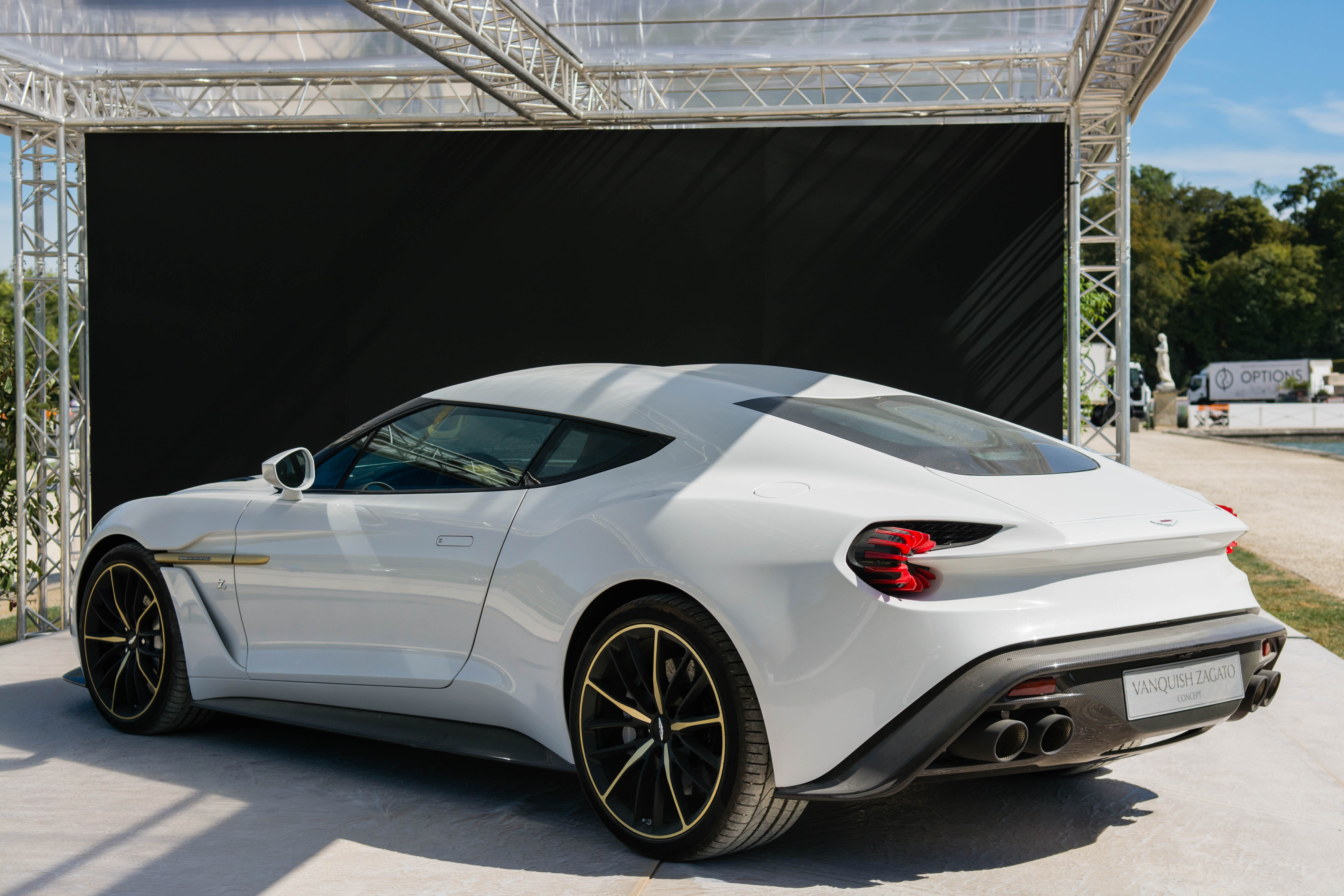
Aston Martin Vanquish Zagato – tył

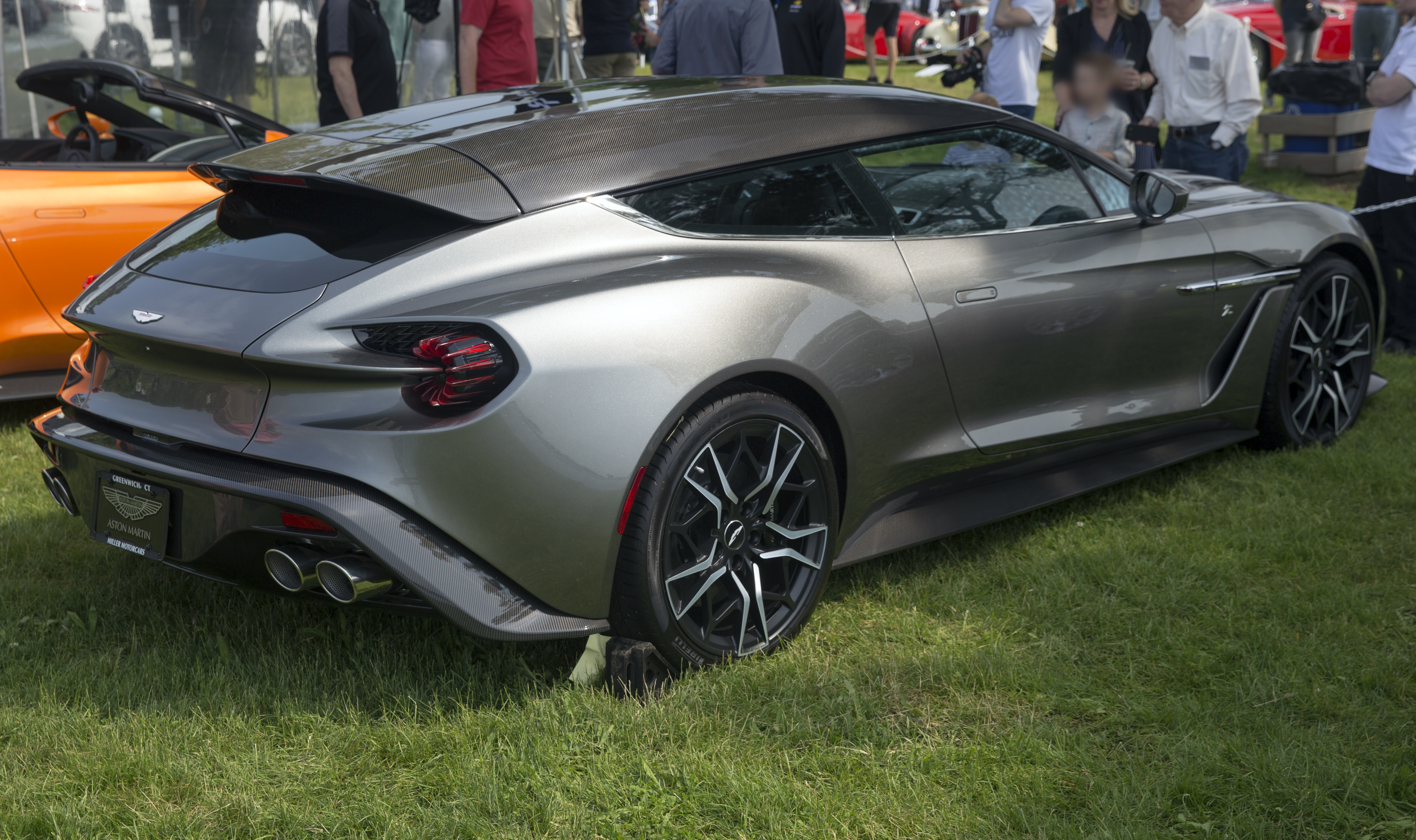
Aston Martin Vanquish Zagato Shooting Brake

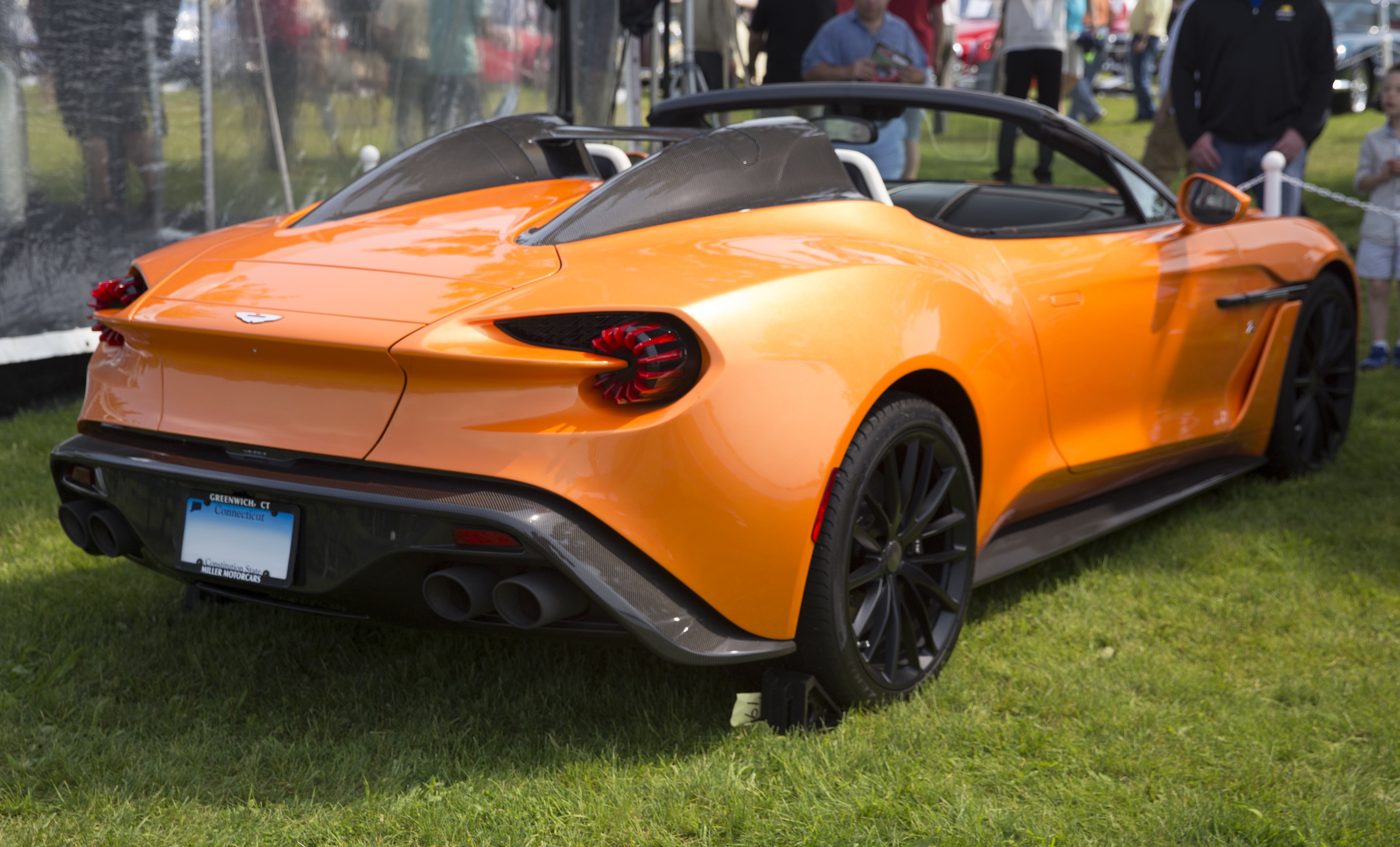
Aston Martin Vanquish Zagato Speedster

W maju 2016 roku podczas corocznego wydarzenia Concorso d'Eleganza Villa d'Este nad włoskim jeziorem Como Aston Martin przedstawił kolejny wynik wieloletniej współpracy z włoskim studio projektowo-wytwórczym Zagato. Model Vanquish Zagato powstał jako rozwinięcie regularnego modelu Vanquish, różniąc się w stosunku do niego jednak głęboko zmodyfikowaną stylizacją, a także innym tworzywem wykorzystanym do wykonania komponentów oraz inaczej zestrojonym układem zawieszenia pod kątem większego komfortu.
Opracowana przez mediolańskie studio stylistyka wyróżniła się większym przednim wlotem powietrza, mniejszą powierzchnią szyb, niżej poprowadzoną linią dachu i charakterystycznymi dla Zagato podwójnymi wybrzuszeniami na dachu. Szpiczasto zakończona tylna część nadwozia wyróżniła się okrągłymi, pustymi w środku lampami.
Do napędu wszystkich modeli z rodziny Vanquish Zagato wykorzystany został ten sam silnik benzynowy typu V12 zapożyczony z pierwowzoru, standardowego Vanquisha. Jednostka współpracująca z 6-biegową automatyczną skrzynią biegów charakteryzowała się pojemnością 5,9 litra, rozwijając moc 595 KM i 630 Nm maksymalnego momentu obrotowego. Układ napędowy o takich parametrach, przenoszący moc na tylną oś, pozwalał na rozpędzenie się maksymalnie do 319 km/h.

### Warianty
W pierwszej kolejności zadebiutowała odmiana coupé, z kolei w sierpniu 2016 przedstawiono także otwartego kabrioleta z przydomkiem Volante w nazwie. Rok później, w sierpniu 2017, rodzinę limitowanej serii modelowej wzbogaciła druga otwarta odmiana, tym razem z bardziej sportowo zarysowaną sylwetką typu roadster o nazwie Speedster. Czwartym i ostatnim modelem z serii było zaprezentowane w listopadzie 2017 awangardowo stylizowane Shooting Brake z 3-drzwiowym nadwoziem i wyżej poprowadzoną linią dachu.

### Sprzedaż

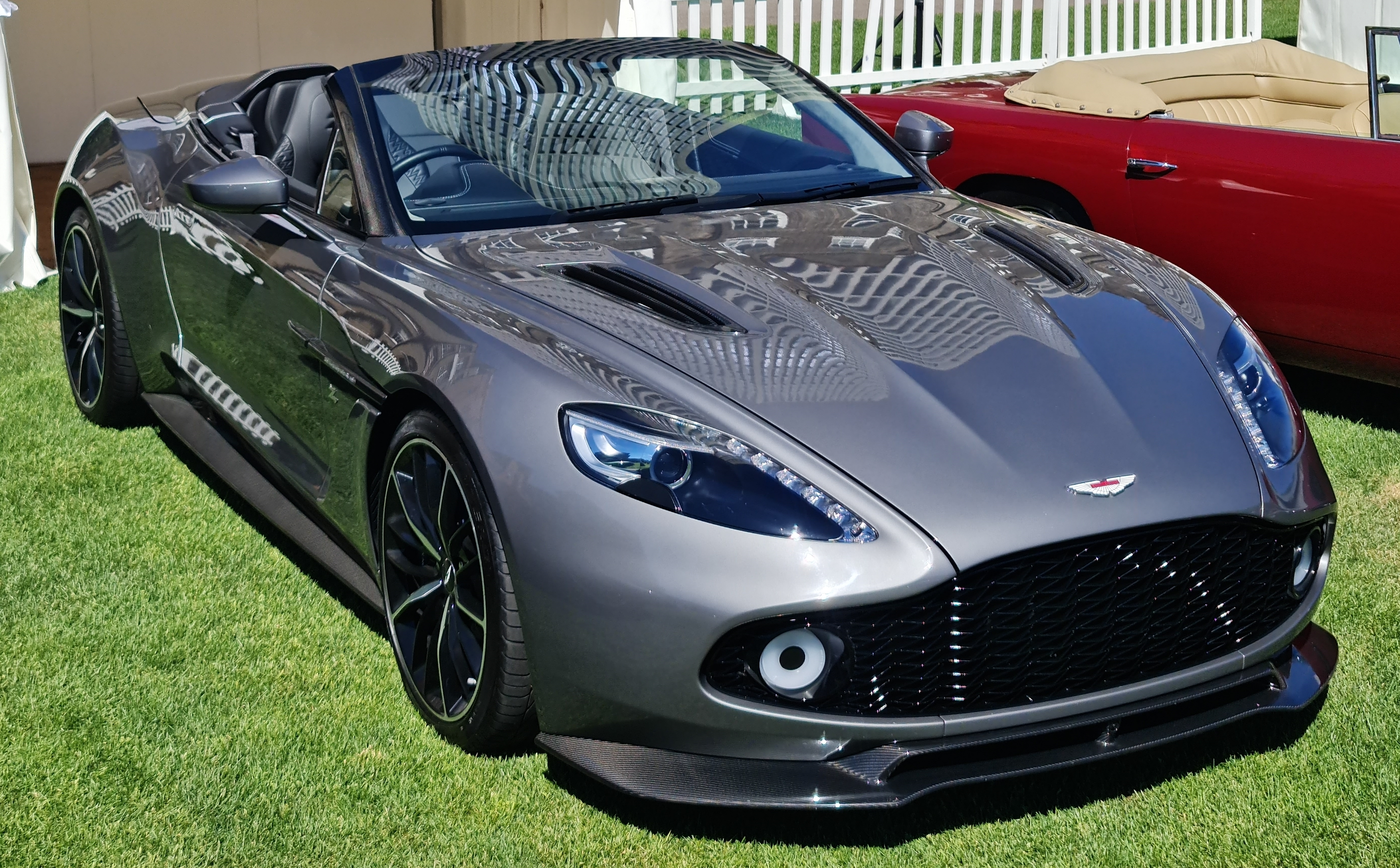
Aston Martin Vanquish Zagato Volante

Pierwotnie Aston Martin Vanquish Zagato miał powstać tylko jako jednorazowe studium z nadwoziem coupe, jednak entuzjastyczne przyjęcie projektu zachęciło do wdrożenia małoseryjnej produkcji. Każdy z wariantów nadwoziowych Vanquisha Zagato został przygotowany w ściśle limitowanej serii skierowanej do wyselekcjonowanego grona nabywców. Wprowadzona do produkcji w pierwszej kolejności odmiana coupe powstała w liczbie 99 egzemplarzy. W takiej samej liczbie zbudowano potem także klasycznego kabrioleta Zagato Volante oraz 3-drzwiowe shooting brake. Najmniej wyprodukowano egzemplarzy wariantu Speedster, którego zbudowano 24 sztuki.

### Silnik
- V12 5.9l 595 KM